# ETA Berri
 (octobre 2018).
Si vous disposez d'ouvrages ou d'articles de référence ou si vous connaissez des sites web de qualité traitant du thème abordé ici, merci de compléter l'article en donnant les références utiles à sa vérifiabilité et en les liant à la section « Notes et références ».
ETA Berri (Nouvelle ETA en basque) était une organisation nationaliste basque, scission d'Euskadi Ta Askatasuna (ETA) produite à la suite de la Cinquième Assemblée, ayant eu lieu en décembre 1966 dans la maison paroissiale de Gaztelu (Guipuscoa).

## Histoire
ETA fut traversée, dès ses débuts, par de multiples débats internes qui provenaient, en grande partie, des tentatives de conjuguer les idées et pratiques héritières de l'environnement politique dans laquelle elle se forma (les jeunesses du Parti nationaliste basque, conservateur et catholique) et les idées plus proches de la gauche, pour qui les aspects purement nationalistes n'étaient pas l'unique moteur de l'organisation, ni nécessairement les plus importantes. Un des débats les plus importants fut celui ayant eu lieu dans les années 1960 entre nationalistes et ouvriéristes. Ces derniers étaient partisans de lier l'action d'ETA aux luttes ouvrières secouant alors l'Espagne et qui étaient en opposition au franquisme. Cette proposition supposait chercher des alliances avec des secteurs de gauche non-nationalistes, ainsi qu'avec des organisations non-basques.

### Origine: Quatrième Assemblée d'ETA
Les trois tendances fondamentales internes à ETA furent clairement définies lors de la Quatrième Assemblée :
- la basquiste ou ethnolinguistique, partisane d'une ligne nationaliste (mais avec importantes différences avec le nationaliste basque traditionnel), dont le dirigeant le plus connu était José Luis Álvarez Enparantza, Txillardegi ;
- la tiers-mondiste ou anticolonialiste, partisane d'une ligne plus clairement à gauche et qui souhaitait organiser la lutte d'ETA selon le modèle des organisations de libération nationale qui luttaient, à cette époque, contre les puissances coloniales dans différents endroits du monde. Ce courant était favorable à la création de guérillas ;
- l'ouvriériste, partisane d'une ligne clairement communiste et qui souhaitait soumettre la lutte pour la libération nationale aux intérêts de la classe ouvrière.

Ce dernier courant réunissait les principaux responsables du Bureau Politique créé lors de cette Quatrième Assemblée, organisme qui concentrait la majorité des attributions appartenant auparavant à l'Exécutif, les membres de ce dernier étant en exil. Le Bureau Politique, authentique direction d'ETA au Pays basque, avait son siège à Saint-Sébastien et était intégrée, en général, par des intellectuels comme Patxi Iturrioz et Eugenio del Río.
Les ouvriéristes, et avec eux le Bureau Politique qu'ils dirigeaient, considéraient la classe ouvrière comme le principal moteur de la lutte contre la dictature. Cette classe ouvrière était, au Pays basque, majoritairement immigrée et les Basques lui appartenant étaient pour beaucoup hispanophones et éloignés des valeurs culturelles basques, selon le nationalisme basque. Les ouvriéristes considéraient les immigrants comme des Basques de plein droit, ce qui entrait en contradiction avec les idées héritées du PNV qui les voyaient comme des ennemis potentiels de la nation basque. Sous la direction ouvriériste, des aspects fondamentaux de la lutte d'ETA furent assouplis comme la lutte pour l'euskera ou l'unification du Pays basque, de la Navarre et du Pays basque français. Le Bureau Politique chercha des alliances avec le syndicat Comisiones Obreras et d'autres forces sociales et politiques non-nationalistes, refusant l'unité avec des secteurs du nationalisme liés à la bourgeoisie, notamment le PNV et son entourage.

### La scission: la Cinquième Assemblée
Ces idées étaient trop éloignées d'une organisation principalement nationalisme bien qu'ayant intégré des éléments idéologiques provenant de la gauche, provoquèrent une forte réaction de la part des autres tendances. Txillardegi, exilé en Belgique, dénonça le fait qu'ETA était en train d'abandonner son caractère d'organisation patriotique pour se convertir en une organisation communiste classique. Débuta alors un mouvement interne dont l'objectif était de remplacer les ouvriéristes, mouvement dirigé par José María Eskubi, Txabi Etxebarrieta et son frère José Antonio Etxebarrieta. Ces derniers décidèrent de convoquer une assemblée (organe souverain d'ETA) sans en informer le Bureau Politique.
La veille de la célébration de cette Cinquième Assemblée, fut communiquée à Patxi Iturrioz la décision de l'expulser de l'organisation, proposée par l'Exécutif et ratifiée lors de la première session de l'assemblée, le 7 décembre 1966. Les ouvriéristes, face au refus de l'assemblée de voir la défense d'Iturrioz, décidèrent de ne pas y participer. Les autres militants restèrent lors des discussions, élurent un nouvel Exécutif et décidèrent de convoquer une seconde partie de l'assemblée pour mars 1967 à Getaria (Guipuscoa).
Patxi Iturrioz et la minorité ouvriériste adoptèrent le nom d'ETA Berri ("Nouvelle ETA"), occasionnant le fait que le reste de l'organisation fut connue sous le nom d'ETA Zaharra ("Vieille ETA"). ETA Berri approfondit sa ligne ouvriériste, participant aux Comisiones Obreras, dénonçant les aspects qu'elle considérait comme les plus réactionnaires et les plus chauvins du nationalisme basque et s'éloignant définitivement de l'entourage du Parti nationaliste basque, auquel appartenaient beaucoup de patrons basques.
La scission d'ETA Berri, selon l'historien Kepa Bilbao Ariztimuño, aurait entrainé d'importantes représailles de la part d'ETA. Les ouvriéristes, appelés espagnolistes ou felipes (en raison de sa proximité idéologique avec Euskadiko Sozialisten Batasuna, le référent basque du Front de Libération Populaire espagnol) auraient fait l'objet de boycott personnel et politique de la part d'ETA et d'autres organisations nationalistes. Patxi Iturrioz et Eugenio del Río auraient même été condamnés à mort par la direction d'ETA lors d'une réunion célébrée à Tolosa (Guipuscoa) mais cette sentence ne fut jamais exécutée.

### La formation d'EMK
En août 1968, ETA Berri annonça son changement de nom pour celui de Komunistak ("Les Communistes"), en basque, et Movimiento Comunista Vasco ("Mouvement Communiste Basque"), en espagnol. ETA Zaharra fut de nouveau appelée simplement ETA. Au début des années 1970, Komunistak se transforma en Euskadiko Mugimendu Komunista ("Mouvement Communiste d'Euskadi"), lequel, en fusionnant avec plusieurs petits groupes communistes de toute l'Espagne forma un parti fédéralisé sous le nom de Movimiento Comunista de España ("Mouvement Communiste d'Espagne").

## Sources
- (es) Cet article est partiellement ou en totalité issu de l’article de Wikipédia en espagnol intitulé « ETA Berri » (voir la liste des auteurs).